# 요하네스 게오르크 베드노르츠
요하네스 게오르크 베드노르츠(Johannes Georg Bednorz, 1950년 5월 16일 ~)은 독일의 물리학자다.

## 경력
- 스위스 IBM연구소 연구원 (1982년~ )

## 수상
- 노벨 물리학상(고온초전도체의 가능성을 처음 제시한 공로, 1987년)